# ناصر الدين بن برهان الدين الربجوزي
ناصر الدين بن برهان الدين الربجوزي كان قاضيًا تركيًا عاش في ظل خانية جغاتاي (ربما في بلاد ما وراء النهر، في رباط أوغوز) حوالي عام 1310 م. اشتهر بترجمة نص يُعرف عمومًا باسم قصص الربغزوي إلى اللغة التركية الخوارزمية، مما يوفر أحد المصادر الرئيسة لتلك اللغة.

## قصص الربغوزي
المصدر الوحيد للرابغوزي هو كتابه "قصص رابغوزي"، وهو نص في النوع الديني الإسلامي المعروف باسم "قصص الأنبياء"، ويتضمن حوالي سبعين قصيدة، بعضها باللغة التركية الخوارزمية والبعض الآخر باللغة العربية. كلّفه أمير مغولي غير معروف يُدعى ناصر الدين طوق بوغا بتأليف النص وانتهى منه في عام 1310/1311 م. في تقييم بويشوتين وأوكين:
رغم أن مجموعة قصص الأنبياء التي قام بها ربغوزي مستوحاة من الكتب العربية والفارسية السابقة، إلا أنها تتميز بجودة أصلية متميزة فيما يتعلق بالمحتوى والأسلوب. ومن المؤكد أن المادة القرآنية عن الأنبياء والتفسير القرآني تشكل الأساس للعمل، ومن المؤكد أن رابغوزي كان لديه سيطرة ثابتة على الموضوع. ولكن القصص الشعبية والموضوعات الملحمية وكمية لا بأس بها من الشعر تم دمجها في النص أيضًا. ونظرًا للصراحة والبنية البسيطة نسبيًّا للغة العمل، فمن الممكن أن نتخيل أن كتاب قصص ربغوزي كان مفيدًا كمصدر للكتاب للوعاظ.:I xiv

### المخطوطات
وقد نجا النص في خمس مخطوطات من القرن الثالث عشر إلى القرن السادس عشر الميلادي، إلى جانب ما أطلق عليه فان ديم "مجموعة من المخطوطات الجديدة" المنسوخة من القرن الثامن عشر إلى القرن العشرين، والتي قامت بتحديث اللغة إلى الأشكال الأكثر حداثة من اللغة التركية.

### الطبعات والترجمات
- الربغوزي، روايات النبي. سمك القد. موسوعة بريطاني يضيف. 7851، أعيد إنتاجها في نسخة طبق الأصل ، محرر بقلم ك. جرونبيتش (كوبنهاجن 1948)
- الربغوزي، قصص الأنبياء. قصص الأنبياء: النسخة التركية الشرقية ، تحرير بقلم HE Boeschoten و J. O'Kane، الطبعة الثانية، مجلدين (ليدن: بريل، 2015)،(ردمك 9789004294837)